# Mont Chephren
Le mont Chephren (en anglais : Mount Chephren) est une montagne située dans la vallée de la rivière Mistaya (en), dans le parc national Banff, en Alberta (Canada). Le mont Chephren a été nommé d'après Khéphren, un pharaon de la IVe dynastie égyptienne. La montagne est nommée Pyramid Mountain en 1897 par John Norman Collie mais, un autre sommet portant déjà ce nom dans le parc national de Jasper, elle est renommée en 1918 et reçoit son nom actuel,.